# Distretto di Mueang Phitsanulok
Il distretto di Mueang Phitsanulok (in thailandese: เมืองพิษณุโลก) è un distretto (amphoe) della Thailandia, situato nella provincia di Phitsanulok, della quale è il capoluogo.